# Милић Вукашиновић
Милић Вукашиновић (Београд, 9. март 1950) српски је музичар.

## Биографија
Преласком у Сарајево, са 13 година оснива свој први бенд „Плави дијаманти". Након завршеног школовања, 1965. године, постаје професионални бубњар у саставу „Чичци".
У лето 1970. одлази у Италију како би се придружио Бреговићу и Реџићу. По повратку из Италије, свира у трију 'Мића, Горан и Зоран'.
Године 1971. одлази у Лондон, и тамо остаје три године, да би се крајем 1974. вратио из Лондона и прикључио „Индексима" с којима је снимио неколико синглова.
Од октобра 1976. постаје члан Бијелог дугмета као замена за бубњара Ипета Ивандића. Наредне године оснива трио „Ватрени пољубац" с којим је снимио 6 студијских албума и два соло албума. Након рата објавио је два солистичка албума и наставио сарадњу с многим музичарима. Вукашиновић је писао песме за многе певаче народне музике, а занимљиво да је он аутор песме "Сећаш ли се Сања" од Томе Здравковића.
Милић Вукашиновић живи и ради у Београду.
Учествовао је у другом ВИП серијалу Великог Брата, почетком 2008. године.

## Фестивали
- 1980. Ваш шлагер сезоне, Сарајево - Нека зна цијели свијет (са групом Ватрени пољубац)
- 2001. Зрењанин - Ко ће да ти брише сузе
- 2002. Зрењанин - Одлазиш

## Дискографија

### Бијело дугме
- 1976. „Ето! Баш хоћу!"

### Ватрени пољубац

#### Синглови
- 1978. „Доктор за рокенрол"
- 1978. „Твоје усне су биле мој најдражи дар"
- 1979. „Наврат-нанос и на своју руку"
- 1979. „Од жеље да те љубим хоћу просто да полудим"

#### Албуми
- 1978. „Ох, што те волим јој"
- 1979. „Рецепт за рокенрол"
- 1980. „То је оно право"
- 1980. „Без длаке на језику"
- 1982. „Живио рокенрол"
- 1983. „Велики хитови"
- 1985. „Из ината"
- 1986. „100% рокенрол"
- 1996. „Доктор за рокенрол"
- 1999. „Све ће једном проћ', само неће никад рокенрол"
- 2006. „Гледа, а не да"
- 2011. „Кад свира рокенрол"

#### Компилације
- 1997. „Др за рокенрол"
- 1997. „100% Рокенрол"
- 2000. „Највећи хитови"

### Остало
- 1988. „Хеј Јаро, Јаране"
- 2001. „Сексуално неморалан тип"
- 2003. „Има Бога"